# Der schnellste Weg zum Jenseits
Der schnellste Weg zum Jenseits (Originaltitel: A Lovely Way to Die) ist eine Krimikomödie aus dem Jahr 1968 mit Kirk Douglas und Sylva Koscina in den Hauptrollen. Regie führte David Lowell Rich.

## Handlung
Der New Yorker Polizist Jim Schuyler ist ein Draufgänger und Frauenheld. Nach einer Prügelei beendet er seinen Dienst. Durch den Anwalt Fredericks erhält er schnell einen neuen Job: Er soll der jungen Witwe Rena Westabrook Personenschutz geben und gleichzeitig in ihrem Fall ermitteln. Sie ist angeklagt, gemeinsam mit ihrem Liebhaber Fleming ihren reichen Ehemann ermordet zu haben. Da viele Indizien gegen sie sprechen, droht ihr eine lange Haftstrafe.
Auch Jim ist zunächst von ihrer Schuld überzeugt und ermittelt nur halbherzig. Er findet aber zunehmend Gefallen an der attraktiven  Rena und die beiden kommen sich langsam näher. Doch dann ereignen sich noch weitere Todesfälle und auch auf Jim selbst wird ein Mordanschlag verübt. Am Ende gelingt es Jim, die Morde aufklären. Sie wurden von einer Bande verübt, die sich in einer benachbarten Villa eingenistet hatte und die Morde zur Vertuschung eines großangelegten Betrugs verübten. In einem turbulenten Finale kann er Rena in letzter Sekunde retten.

## Kritiken
„Vor Schauplätzen in und um New York City begeistert ‚Der schnellste Weg zum Jenseits‘ als Krimikomödie mit viel Humor und beschwingtem 60er-Jahre-Charme. Kirk Douglas überzeugt einmal mehr als Herzensbrecher und rauer Gesetzeshüter.“

„Eine Frau wird des Mordes an ihrem reichen Mann angeklagt, doch ein ehemaliger Polizist löst den verwickelten Fall und sorgt für ein Happy-End. Zwischen Gesellschaftsdrama und Krimi schwankender Film, der auch stilistisch unentschieden bleibt.“